# Lutków
Lutków est une localité polonaise de la gmina de Chłopice, située dans le powiat de Jarosław en voïvodie des Basses-Carpates.